# Томатито
Томати́то (исп. Tomatito, настоящее имя — Хосе́ Ферна́ндес То́ррес, исп. José Fernández Torres, род. 20 августа 1958 года, Альмерия, Испания) — гитарист фламенко, обладатель двух премий «Грэмми».

## Биография
Родился 20 августа 1958 года в Альмерии в семье исполнителей фламенко — на гитаре играли его дед, отец и дядя «Ниньо Мигель». С 12 лет Хосе играет в табла́о (кафе фламенко) и по примеру других музыкантов фламенко берёт себе псевдоним — Tomatito (рус. помидорчик). На выбор сценического имени повлияла семейная традиция — у деда было прозвище Мигель «Tomate», у отца — «El Tomate».
В ноябре 2010 года по приглашению джазмена Игоря Бутмана впервые посетил Россию. 13 и 14 ноября дал два концерта в Московском международном доме музыки: с собственным коллективом и с джазовым пианистом Мишелем Камило (англ.).

## Дискография
- 1987 - Rosas Del Amor
- 1991 - Barrio Negro
- 1991 - Suenan las campanas (с Пансекито)
- 1993 - Duquende Y La Guitarra De Tomatito (с Дукэнде - Duquende)
- 1994 - Gitana de Portugal (с Эль Калифа)
- 1997 - Guitarra Gitana
- 2000 - Spain (с Мишелем Камило)
- 2001 - Paseo De Los Castaños
- 2001 - El Guitarrazo (с Луисом Салинасом и Лучо Гонсалесом)
- 2002 - Como Los Gitanos Eramos (с Пансекито)
- 2004 - Aguadulce
- 2006 - Spain Again (с Мишелем Камило)
- 2008 - Anthology 1998—2008
- 2010 - Sonanta Suite (с Национальным оркестром Испании)